# New Foundations
In de wiskundige logica zijn de New Foundations of NF, Nederlands: Nieuwe grondslagen, een axiomatische verzamelingenleer, die door Willard Van Orman Quine is opgesteld als een vereenvoudiging van de typetheorie uit de Principia Mathematica. Quine beschreef zijn New Foundations in 1937 in een artikel New Foundations for Mathematical Logic, vandaar de naam.

## Websites
- W Van Orman Quine. New Foundations for Mathematical Logic, 1937. voor de Mathematical Association of America in The American Mathematical Monthly 44, blz 70–80